# Kallis (Töpfer)
Kallis (altgriechisch Καλλίς) war ein antiker attischer Töpfer, der zu Beginn des 5. Jahrhunderts v. Chr. tätig war.
Kallis' Name findet sich auf der Scherbe eines rotfigurigen Gefäßes, das auf der Akropolis gefunden wurde. Es wurde dort von Kallis selbst der Athena Hygieia geweiht. Von der Bemalung sind nur noch ein Schild mit einer Schlange als Schildzeichen und Gewandreste erhalten. Neben einer Weihinschrift des Töpfermalers Euphronios ist die Inschrift auf der Scherbe ältester Nachweis für diesen Kult, der auch bei Plutarch überliefert ist. Die Inschrift ist in einer noch recht altertümlichen Schrift verfasst, so hatte das Theta noch ein Kreuz.